# ラムジェット (競走馬)
ラムジェット（欧字名:Ramjet、2021年4月4日 - ）は、日本の競走馬。主な勝ち鞍は2024年の東京ダービー、ユニコーンステークス。
馬名の意味はジェットエンジンの一種 。

## 経歴

### 2歳（2023年）
7月1日中京ダート1400mの2歳新馬で北村宏司を背にデビュー。後方2番手でレースを進め、直線で大外からメンバー最速となる上がり35秒8の末脚で各馬をまとめて差し切り勝利を収める。9月30日のヤマボウシ賞では道中後方追走から直線で外から懸命に追い上げるも3着に敗れると、続く11月11日のオキザリス賞では中団のやや後ろでレースを進めるも直線で伸び切れず9着に終わる。12月17日の寒椿賞では後方追走から徐々にポジションを上げ、直線で外から追い込んでくると逃げ粘るサフランヒーローを1馬身差で差し切り2勝目を挙げる。

### 3歳（2024年）
2月18日のヒヤシンスステークス（L）では後方待機から直線で大外へ持ち出して各馬をかわすと、最後は後続に3馬身差をつけ3勝目をマークする。4月27日のユニコーンステークス（GIII）では中団追走から直線でしぶとく脚を伸ばして先頭に立つと後続に2馬身半差をつけ重賞初制覇を飾るとともに東京ダービーへの優先出走権を獲得した。
6月5日、大井競馬場で開催され、本年よりJpnIに格上げされたダートクラシック三冠の二冠目、東京ダービー（JpnI）では、アンモシエラ、サトノエピックが先団につけそれを見る形で、3番手にラムジェットが控えた。最終直線に入るとアンモシエラ、サトノエピックが後続を離すかに思われたが、外から脚を溜めていたラムジェットが2頭をかわし、2着サトノエピックに6馬身差をつける圧勝劇を演じた。この結果で、ラムジェットは、三浦皇成騎手と4戦4勝、重賞連勝を飾った。
主戦騎手の三浦皇成は「まだ遊び遊び」「間違いなく差し切れる、むしろぬけてから集中力を切らさずにゴールまで行けるか、考えていた」とコメントした。調教師の佐々木晶三はこの結果を受け、「フォーエバーヤングと五分に戦えれれば、来年はずっと海外にいようと思う」とコメントした。
10月2日、ダートクラシック三冠最終戦のジャパンダートクラシック（JpnI）に出走。レース前はフォーエバーヤングに次ぐ2番人気に支持された。後方から向正面でポジションを押し上げ、勝負どころはフォーエバーヤング・サンライズジパングを見る位置で進めたが、伸びきれず4着に敗れた。鞍上の三浦は 「ゲートは出れて思った以上の位置を取れました。リズム重視でしたが、ずっと動かしながらでしたね。その点、今までと違うメンバーなのでスピードが上がった時についていけなくなりました。体重も増えていましたし、この先も順調に育ってほしいですね。ファンや関係者の期待に応えられず申し訳ないです」と語った。
続いて、12月1日に行われるチャンピオンズカップ（GI）に登録を行ったが、右前挫石のため回避。12月30日に行われる東京大賞典（GI）に出走することとなった。
単勝9.5倍の4番人気で迎えたレースでは、向正面で内からインコースから位置を上げ、1番人気のフォーエバーヤングを前に置く形で直線を迎えたが、前を捕らえるには至らず。中団から追い込んだウィルソンテソーロにも交わされ、3着に敗れた。鞍上の三浦は、「前走のジャパンダートクラシックの時とは雰囲気も上がっていましたし、ここはまだ立ち上げの一戦でしたので、使って良くなると思います。（中略） ダート界トップレベルの馬を相手に頑張ってくれています」と語った。

## 競走成績
以下の内容は、JBISサーチ、netkeiba.com、Racing Postおよびエミレーツ競馬協会に基づく。
| 競走日     | 競馬場   | 競走名              | 格   | 距離（馬場）  | 頭 数 | 枠 番 | 馬 番 | オッズ （人気） | 着順 | タイム （上り3F） | 着差  | 騎手        | 斤量 [kg] | 1着馬（2着馬）         | 馬体重 [kg] |
| ---------- | -------- | ------------------- | ---- | ------------- | ----- | ----- | ----- | --------------- | ---- | ----------------- | ----- | ----------- | --------- | ---------------------- | ----------- |
| 2023.07.01 | 中京     | 2歳新馬             |      | ダ1400m（不） | 10    | 6     | 6     | 014.40（6人）   | 01着 | R1:25.4（35.8）   | -0.2  | 0北村宏司   | 55        | （ノイヤーヘルト）     | 488         |
| 0000.09.30 | 阪神     | ヤマボウシ賞        | 1勝  | ダ1400m（良） | 9     | 4     | 4     | 002.50（1人）   | 03着 | R1:25.8（37.5）   | -0.0  | 0川田将雅   | 55        | サトノフェニックス     | 500         |
| 0000.11.11 | 東京     | オキザリス賞        | 1勝  | ダ1400m（良） | 16    | 4     | 8     | 002.40（1人）   | 09着 | R1:26.1（38.1）   | -1.0  | 0J.モレイラ | 56        | ノヴァエクスプレス     | 500         |
| 0000.12.17 | 中京     | 寒椿賞              | 1勝  | ダ1400m（稍） | 11    | 8     | 10    | 003.90（2人）   | 01着 | R1:26.0（36.5）   | -0.2  | 0三浦皇成   | 56        | （サフランヒーロー）   | 496         |
| 2024.02.18 | 東京     | ヒヤシンスS         | L    | ダ1600m（良） | 11    | 1     | 1     | 013.90（5人）   | 01着 | R1:36.3（36.1）   | -0.5  | 0三浦皇成   | 57        | （アンクエンチャブル） | 500         |
| 0000.04.27 | 京都     | ユニコーンS         | GIII | ダ1900m（良） | 16    | 3     | 5     | 007.30（3人）   | 01着 | R1:58.6（37.6）   | -0.4  | 0三浦皇成   | 57        | （サトノエピック）     | 500         |
| 0000.06.05 | 大井     | 東京ダービー        | JpnI | ダ2000m（稍） | 16    | 7     | 14    | 001.70（1人）   | 01着 | R2:06.6（37.6）   | -1.2  | 0三浦皇成   | 57        | （サトノエピック）     | 501         |
| 0000.10.02 | 大井     | ジャパンDクラシック | JpnI | ダ2000m（良） | 15    | 3     | 4     | 003.60（2人）   | 04着 | R2:05.5（39.3）   | -1.4  | 0三浦皇成   | 57        | フォーエバーヤング     | 519         |
| 0000.12.29 | 大井     | 東京大賞典          | GI   | ダ2000m（良） | 10    | 3     | 3     | 009.50（4人）   | 03着 | R2:05.2（36.7）   | -0.3  | 0三浦皇成   | 56        | フォーエバーヤング     | 514         |
| 2025.02.22 | KAA      | サウジカップ        | G1   | ダ1800m（Fs） | 14    | 9     | 7     | 033.00（8人）   | 06着 | R1:51.84          | -2.75 | 0三浦皇成   | 57        | Forever Young          | 計不        |
| 0000.04.05 | メイダン | ドバイWC            | G1   | ダ2000m（Fs） | 11    | 9     | 7     | 033.00（6人）   | 09着 | R2:05.32          | -1.82 | 0三浦皇成   | 57        | Hit Show               | 計不        |
| 0000.07.02 | 大井     | 帝王賞              | JpnI | ダ2000m（良） | 13    | 4     | 6     | 007.10（3人）   | 06着 | R2:04.4（38.6）   | -1.3  | 0三浦皇成   | 57        | ミッキーファイト       | 515         |

- 海外の競走の「枠番」欄にはゲート番を記載
- サウジアラビアのオッズ・人気はRacing Postのもの（日本式のオッズ表記とした）
- 競走成績は2025年7月2日現在

## 血統表
| ラムジェットの血統                       | ラムジェットの血統                 | ラムジェットの血統  | （血統表の出典） | （血統表の出典） |
| 父系                                     | シアトルスルー系                   | シアトルスルー系    | シアトルスルー系 |                  |
| 父 *マジェスティックウォリアー 2005 鹿毛 | 父の父A.P. Indy 1989 黒鹿毛        | Seattle Slew        | Bold Reasoning   | Bold Reasoning   |
| 父 *マジェスティックウォリアー 2005 鹿毛 | 父の父A.P. Indy 1989 黒鹿毛        | Seattle Slew        | My Charmer       |                  |
| 父 *マジェスティックウォリアー 2005 鹿毛 | 父の父A.P. Indy 1989 黒鹿毛        | Weekend Surprise    | Secretariat      | Secretariat      |
| 父 *マジェスティックウォリアー 2005 鹿毛 | 父の父A.P. Indy 1989 黒鹿毛        | Weekend Surprise    | Lassie Dear      |                  |
| 父 *マジェスティックウォリアー 2005 鹿毛 | 父の母Dream Supreme 1997 黒鹿毛    | Seeking the Gold    | Mr. Prospector   | Mr. Prospector   |
| 父 *マジェスティックウォリアー 2005 鹿毛 | 父の母Dream Supreme 1997 黒鹿毛    | Seeking the Gold    | Con Game         |                  |
| 父 *マジェスティックウォリアー 2005 鹿毛 | 父の母Dream Supreme 1997 黒鹿毛    | Spinning Round      | Dixieland Band   | Dixieland Band   |
| 父 *マジェスティックウォリアー 2005 鹿毛 | 父の母Dream Supreme 1997 黒鹿毛    | Spinning Round      | Take Heart       |                  |
| 母 ネフェルティティ 2013 芦毛            | 母の父ゴールドアリュール 1999 栗毛 | *サンデーサイレンス | Halo             | Halo             |
| 母 ネフェルティティ 2013 芦毛            | 母の父ゴールドアリュール 1999 栗毛 | *サンデーサイレンス | Wishing Well     |                  |
| 母 ネフェルティティ 2013 芦毛            | 母の父ゴールドアリュール 1999 栗毛 | *ニキーヤ           | Nureyev          | Nureyev          |
| 母 ネフェルティティ 2013 芦毛            | 母の父ゴールドアリュール 1999 栗毛 | *ニキーヤ           | Reluctant Guest  |                  |
| 母 ネフェルティティ 2013 芦毛            | 母の母*ラヴェリータ 2006 芦毛      | Unbridled's Song    | Unbridled        | Unbridled        |
| 母 ネフェルティティ 2013 芦毛            | 母の母*ラヴェリータ 2006 芦毛      | Unbridled's Song    | Trolley Song     |                  |
| 母 ネフェルティティ 2013 芦毛            | 母の母*ラヴェリータ 2006 芦毛      | Go Classic          | Gone West        | Gone West        |
| 母 ネフェルティティ 2013 芦毛            | 母の母*ラヴェリータ 2006 芦毛      | Go Classic          | Seattle Classic  |                  |
| 母系(F-No.)                              | (FN:23-b)                          | (FN:23-b)           | (FN:23-b)        |                  |

- 祖母ラヴェリータは2009年関東オークスなど重賞7勝。
- そのほかの主な近親にダンススマートリー、スマートストライク、ハッピースプリントなど。詳細はノークラス#ノークラスの牝系を参照。